# Ocoee (Florida)
Ocoee ist eine Stadt im Orange County im US-Bundesstaat Florida mit 47.295 Einwohnern (Stand: 2020).

## Geographie
Die Stadt grenzt im Westen direkt an die Stadt Winter Garden und liegt rund zehn Kilometer westlich von Orlando.

## Geschichte
1888 wurde die Florida Midland Railway eröffnet, die vom Lake Jesup über Clarcona und Ocoee nach Kissimmee führte. 1896 wurde das Unternehmen in das Plant System eingegliedert. Weitere Eigentümer waren nachfolgend die ACL (1902–1967), die SCL (1967–1986) und CSX (seit 1986).
Im Zusammenhang mit der Präsidentschaftswahl in den Vereinigten Staaten 1920 kam es am 2. November 1920 zu einem Aufruhr gegen die Afroamerikaner in Ocoee. Hierbei wurden 25 Häuser von Afroamerikanern, zwei afroamerikanische Kirchen und eine Freimaurerloge niedergebrannt. Mindestens sechs Schwarze wurden getötet, es gibt aber auch Schätzungen von bis zu 50 Todesopfern. Die vor dem Vorfall auf 495 Personen bezifferte afroamerikanische Einwohnerschaft verschwand.

## Demographische Daten
Laut der Volkszählung 2010 verteilten sich die damaligen 35.579 Einwohner auf 12.802 Haushalte. Die Bevölkerungsdichte lag bei 933,8 Einw./km². 66,8 % der Bevölkerung bezeichneten sich als Weiße, 17,5 % als Afroamerikaner, 0,4 % als Indianer und 5,5 % als Asian Americans. 6,4 % gaben die Angehörigkeit zu einer anderen Ethnie und 3,4 % zu mehreren Ethnien an. 20,8 % der Bevölkerung bestand aus Hispanics oder Latinos.
Im Jahr 2010 lebten in 45,2 % aller Haushalte Kinder unter 18 Jahren sowie 18,3 % aller Haushalte Personen mit mindestens 65 Jahren. 78,3 % der Haushalte waren Familienhaushalte (bestehend aus verheirateten Paaren mit oder ohne Nachkommen bzw. einem Elternteil mit Nachkomme). Die durchschnittliche Größe eines Haushalts lag bei 2,99 Personen und die durchschnittliche Familiengröße bei 3,33 Personen.
30,3 % der Bevölkerung waren jünger als 20 Jahre, 27,0 % waren 20 bis 39 Jahre alt, 29,8 % waren 40 bis 59 Jahre alt und 12,8 % waren mindestens 60 Jahre alt. Das mittlere Alter betrug 35 Jahre. 48,8 % der Bevölkerung waren männlich und 51,2 % weiblich.
Das durchschnittliche Jahreseinkommen lag bei 61.653 $, dabei lebten 9,7 % der Bevölkerung unter der Armutsgrenze.
Im Jahr 2000 war Englisch die Muttersprache von 84,06 % der Bevölkerung, spanisch sprachen 13,87 % und 2,07 % hatten eine andere Muttersprache.

## Sehenswürdigkeiten
Die Ocoee Christian Church, das Withers-Maguire House und der Woman’s Club of Ocoee sind im National Register of Historic Places gelistet.

## Verkehr
Durch Ocoee führen die Florida State Roads 50, 91 (Florida’s Turnpike, mautpflichtig), 429 (Daniel Webster Western Beltway, mautpflichtig), 437 und 438.
Die Florida Central Railroad operiert im Frachtverkehr von hier nach Winter Garden, nach Forest City, nach Orlando sowie bis nach Sorrento und Umatilla.
Der nächste Flughafen ist der rund 30 Kilometer südöstlich gelegene Orlando International Airport.

## Kriminalität
Die Kriminalitätsrate lag im Jahr 2010 mit 303 Punkten (US-Durchschnitt: 266 Punkte) im durchschnittlichen Bereich. Es gab neun Vergewaltigungen, 48 Raubüberfälle, 102 Körperverletzungen, 257 Einbrüche, 929 Diebstähle, 69 Autodiebstähle und sieben Brandstiftungen.